# دانيال كلارك (كرة سلة)
دانيال كلارك (بالإنجليزية: Daniel Clark)‏ مواليد 16 سبتمبر 1988 في غرينتش، هو لاعب كرة سلة بريطاني بدأ مسيرته الاحترافية في سنة 2006 ويحمل الرقم 10. يبلغ طوله 6 قدم 10 3⁄4 بوصة (2.1 م). مثّل منتخب بلاده. شارك في مسابقة كرة السلة في الألعاب الأولمبية الصيفية.

## فرق لعب لها
- سي بي إستوديانتس
- ساسكي باسكونيا
- باسكت سرقسطة 2002
- بالونكيستو فوينلابرادا

## روابط خارجية
- دانيال كلارك على موقع الاتحاد الدولي لكرة السلة (الإنجليزية)
- دانيال كلارك على موقع الدوري الإسباني لكرة السلة (الإسبانية)
- دانيال كلارك على موقع كرة السلة الأوروبية.كوم (الإنجليزية)
- دانيال كلارك على موقع ريلجم (الإنجليزية)
- دانيال كلارك على موقع بروبوليرز (الإنجليزية)
- دانيال كلارك على موقع سبورتس رفرنس (الإنجليزية)
- دانيال كلارك على موقع اللجنة الأولمبية الدولية (الإنجليزية)
- دانيال كلارك على موقع أوليمبيديا (الإنجليزية)
- دانيال كلارك على موقع اللجنة الأولمبية البريطانية (الإنجليزية)